# Luca Landucci
Luca Landucci (1436-1516) fue un boticario de Florencia, conocido como escritor de un diario que más tarde se convirtió en una importante fuente primaria de la historia de Florencia (Italia).

## Biografía
El mayor de los dos hijos de un próspero ciudadano florentino, Luca Landucci estaba predispuesto para ser librero; sin embargo, se convirtió en el aprendiz de un boticario, a la edad de dieciséis años. Seis años más tarde, formó una alianza con un amigo y abrió una botica propia, pero se vio obligado a disolver la sociedad cuando el amigo derrochó todo su capital. Landucci se casó con una mujer llamada Salvestra a la edad de treinta años, y utilizó la dote de su esposa para abrir una nueva tienda. El negocio prosperaba, y tras catorce años de duro trabajo pudo trasladar el negocio a un lugar más céntrico y próspero a un lugar mejor a través del pronto-a-ser-construido Strozzi Palace. Luca Landucci y su esposa tuvieron doce hijos, y Luca permaneció en este lugar hasta su muerte en 1516.
En 1450, Landucci comenzó a guardar el diario que a título póstumo probar su reclamación a la fama, diligentemente la grabación de los eventos del día, hasta su muerte. Entre los eventos documentados de esta manera por Landucci fue el nacimiento del Monstruo de Ravena. El diario fue continuado después de su muerte por un desconocido escritor hasta 1542. La primera traducción al inglés fue la realizada por Alice de Rosen Jervis, publicada en 1927 con el título de Diario florentino de 1450 a 1516. El manuscrito original de Landucci se conserva en la Biblioteca Comunale de Siena.

### Callejero de Florencia
Una calle en la moderna Florencia, la vía Luca Landucci, fue rotulada en su honor. Conecta Via Capo di Mondo con la llamada Cavalcavia dell'Affrico.